# Roma (departamento)
El departamento de Roma (en francés: département de Rome; en italiano: dipartimento di Roma) fue un antiguo departamento francés, durante el Primer Imperio Francés, con capital en Roma.
El departamento de Roma apareció con el cambio de denominación el 17 de febrero de 1810 del departamento del Tíber.
A raíz de la ocupación francesa de Roma, Napoleón dará a su hijo el título de rey de Roma.

## Subdivisiones
El departamento se dividía en los siguientes distritos (arrondissements) y cantones:
- Roma;
- Frosinone y los cantones de: Alatri, Anagni, Ceccano, Ceprano, Ferentino, Filettino, Frosinone, Guarcino, Maenza, Monte San Giovanni, Piperno, Ripi, Supino, Vallecorsa, Veroli.
- Rieti y los cantones de: Ascrea, Canemorto, Contigliano, Labro, Magliano, Monteleone, Narni, Poggio-Mirteto, Rieti.
- Tívoli y los cantones de: Anticoli, Olevano, Palestrina, Palombara, Poli, Subiaco, Tívoli, Vicovaro.
- Velletri y los cantones de: Albano, Cori, Frascati, Genzano, Marino, Norma, Paliano, Segni, Sezze, Terracina, Valmontone, Velletri.
- Viterbo y los cantones de: Bagnoregio, Bracciano, Canino, Caprarola, Civita Castellana, Civitavecchia, Corneto, Montefiascone, Morlupo, Orte, Ronciglione, Toscanella, Valentano, Vetralla, Vignanello, Viterbo.

## Lista
| Nombrado               |                     | Título   | Nombre                                                | Notas                                                    |
| ---------------------- | ------------------- | -------- | ----------------------------------------------------- | -------------------------------------------------------- |
| 7 de noviembre de 1809 | 19 de enero de 1814 | Prefecto | Philippe Camille Casimir Marcellin de Tournon-Simiane | Auditor para el Consejo de Estado Intendente de Bayreuth |